# بوکیلیرو
بوکیلیرو (به ایتالیایی: Bocchigliero) یک کومونه در ایتالیا است که در استان کزنتزا واقع شده‌است.

## خصوصیات
بوکیلیرو ۹۷ کیلومترمربع مساحت و ۱٬۸۹۵ نفر جمعیت دارد و ۱٬۱۰۰ متر بالاتر از سطح دریا واقع شده‌است.